# Ozurgeti (municipalita)
Municipalita Ozurgeti je jedna ze tří správních územních jednotek v kraji Gurie v Gruzii. Mezi lety 1930 až 2008 nesla označení Ozurgetský (Macharadzský) okres (rajon). Administrativním centrem je město Ozurgeti. Mezi lety 2014 až 2017 mělo Ozurgeti statut samostatného města a správní moc byla rozdělena mezi čtyři obce – Lajituri, Narudža, Kveda Nasakirali a Ureki.

## Charakteristika municipality Ozurgeti
Charakteristika:
- Rozloha: 675 km²
- Počet obyvatel: 64 478 obyvatel[2] (2016)
- Úřední jazyk: gruzínština
- Náboženské vyznání většiny obyvatel: pravoslaví

Národnostní složení (2014): Gruzíni (Gurulové) – 97%, ostatní (Arméni, Rusové, Ukrajinci a další) – 3%
Hranice:
- západní hranice tvoří Černé moře.
- na severu sousedí s municipalitami kraje Gurie – Municipalita Lančchuti
- na východě sousedí s municipalitami kraje kraje Gurie – Municipalita Čochatauri
- na jihu sousedí s municipalitami autonomní republiky Adžárie – Municipalita Kobuleti, Municipalita Šuachevi

## Seznam obcí
Centrem municipality je obec Ozurgeti.
Municipalitu Ozurgeti tvoří celkem 29 administrativních jednotek (2017):
| Administrativní jednotka | Obec             | Počet obyvatel | Komunikace                |
| ------------------------ | ---------------- | -------------- | ------------------------- |
| Ozurgetská I             | Ozurgeti (město) | 14 785         | S2, S46, S82              |
| Lajiturská               | Lajituri         | 3 662          | vedlejší z Ozurgeti       |
| Narudžská                | Narudža          | 2 700          | vedlejší z Ozurgeti       |
| Kveda Nasakiralská       | Kveda Nasakirali | 3 150          | S2                        |
| Urekská                  | Ureki            | pod 1000       | S2 (E70)                  |
| Urekská                  | Cvermagala       | pod 1000       | S46                       |
| Askanská                 | Askana           | pod 1000       | vedlejší z Nagomari       |
| Askanská                 | Eceri            | pod 1000       | vedlejší z Nagomari       |
| Askanská                 | Mzijany          | pod 1000       | vedlejší z Nagomari       |
| Bajiletská               | Bajilety         | pod 1000       | vedlejší z Achalsopeli    |
| Bajiletská               | Achalsopeli      | pod 1000       | S82                       |
| Bajiletská               | Čajiny'eturi     | pod 1000       | vedlejší z Achalsopeli    |
| Bachvská                 | Bachvi           | 1 252          | vedlejší z Ozurgeti       |
| Bachvská                 | Mšvidobauri      | pod 1000       | vedlejší z Nagomari       |
| Bachvská                 | Kveda Bachvi     | pod 1000       | vedlejší z Ozurgeti       |
| Bochvaurská              | Bochvauri        | 1 537          | vedlejší z Ozurgeti       |
| Bochvaurská              | Čala             | pod 1000       | vedlejší z Ozurgeti       |
| Gurijantská              | Gurijanta        | 1 918          | S46                       |
| Gurijantská              | Cichisprdy       | pod 1000       | vedlejší z Gurijanty      |
| Dvabzská                 | Gagmadvabzu      | pod 1000       | S2                        |
| Dvabzská                 | Dvabzu           | 1 727          | vedlejší z Ozurgeti       |
| Vakidžvarská             | Vakidžvari       | pod 1000       | vedlejší z Ozurgeti       |
| Vakidžvarská             | Pampalety        | pod 1000       | vedlejší z Ozurgeti       |
| Tchinvalská              | Tchinvali        | pod 1000       | vedlejší z Merije         |
| Končkatská               | Gantyjady        | pod 1000       | vedlejší z Merije         |
| Končkatská               | Končkaty         | 1 270          | vedlejší z Merije         |
| Lichaurská               | Ači              | pod 1000       | vedlejší z Ozurgeti       |
| Lichaurská               | Kvačalaty        | pod 1000       | vedlejší z Ozurgeti       |
| Lichaurská               | Lichauri         | pod 1000       | vedlejší z Ozurgeti       |
| Lichaurská               | Nyjabauri        | 1 060          | vedlejší z Ozurgeti       |
| Makvanetská              | Gogijety         | pod 1000       | vedlejší z Ozurgeti       |
| Makvanetská              | Makvanety        | 1 935          | vedlejší z Ozurgeti       |
| Melekedurská             | Melekeduri       | 1 640          | vedlejší z Ozurgeti       |
| Merijská                 | Merija           | 1 829          | S46                       |
| Merijská                 | Nagobilevi       | pod 1000       | S46                       |
| Merijská                 | Čachvata         | pod 100        | vedlejší z Nagobilevi     |
| Merijská                 | Chvarbety        | pod 1000       | vedlejší z Merije         |
| Mtyspirská               | Vanyskedy        | pod 1000       | vedlejší z Nagomari       |
| Mtyspirská               | Mtyspiri         | pod 1000       | vedlejší z Nagomari       |
| Mtyspirská               | Okroskedy        | pod 1000       | vedlejší z Nagomari       |
| Mtyspirská               | Ukanava          | pod 1000       | vedlejší z Nagomari       |
| Nagomarská               | Magali Eceri     | pod 1000       | vedlejší z Nagomari       |
| Nagomarská               | Nagomari         | pod 1000       | S2                        |
| Nagomarská               | Žanauri          | pod 1000       | vedlejší z Nagomari       |
| Nagomarská               | Šuajisnari       | pod 1000       | vedlejší z Nagomari       |
| Natanebská               | Zemo Natanebi    | 1 805          | vedlejší z Kvemo Natanebi |
| Natanebská               | Kvemo Natanebi   | 4 184          | S46, S80                  |
| Natanebská               | Šekvetil         | pod 1000       | S2 (E70)                  |
| Ozurgetská II            | Ozurgeti         | 1 994          | ?                         |
| Silaurská                | Silauri          | 1 200          | vedlejší z S82            |
| Šemokmedská              | Gomi             | pod 1000       | vedlejší z Ozurgeti       |
| Šemokmedská              | Gonebiskari      | pod 1000       | vedlejší z Ozurgeti       |
| Šemokmedská              | Kvirikety        | pod 1000       | vedlejší z Ozurgeti       |
| Šemokmedská              | Šemokmedy        | 1 662          | vedlejší z Ozurgeti       |
| Šemokmedská              | Citelmta         | pod 1000       | vedlejší z Ozurgeti       |
| Cchemlischidská          | Bagdady          | pod 1000       | vedlejší z Ozurgeti       |
| Cchemlischidská          | Učchubi          | pod 1000       | vedlejší z Ozurgeti       |
| Cchemlischidská          | Cchemlischidy    | pod 1000       | vedlejší z Ozurgeti       |
| Dzimitská                | Zemo Dzimity     | pod 1000       | S47                       |
| Dzimitská                | Kvemo Dzimity    | pod 1000       | S47                       |
| Dzimitská                | Nasakirali       | pod 1000       | ?                         |
| Čanyjetská               | Vaštyjali        | pod 1000       | vedlejší z S2             |
| Čanyjetská               | Kakuty           | pod 1000       | vedlejší z S2             |
| Čanyjetská               | Čanyjeti         | pod 1000       | vedlejší z S2             |
| Džumatská                | Bogili           | pod 1000       | S82                       |
| Džumatská                | Ijanety          | pod 1000       | S82                       |
| Džumatská                | Dziri Džumaty    | pod 1000       | vedlejší z S82            |
| Džumatská                | Džumaty          | pod 1000       | vedlejší z S82            |
| Šromská                  | Vake             | pod 1000       | vedlejší z Ureki          |
| Šromská                  | Zedubany         | pod 1000       | vedlejší z Ureki          |
| Šromská                  | Mocnari          | pod 1000       | vedlejší z Ureki          |
| Šromská                  | Ormety           | pod 1000       | vedlejší z Supsy          |
| Šromská                  | Šroma            | pod 1000       | vedlejší z Ureki          |
| Šromská                  | Chrijalety       | 1 886          | vedlejší z Ureki          |